# SmartLynx Airlines Estonia
SmartLynx Airlines Estonia ist eine estnische Charterfluggesellschaft mit Sitz in Tallinn und Basis auf dem Flughafen Tallinn-Lennart Meri. Sie ist eine Tochtergesellschaft der SmartLynx Airlines.

## Dienstleistungen
SmartLynx Estonia bietet wie ihr Mutterunternehmen ihre Flugzeuge im Ad-hoc-Charter und Wet-Lease für andere Fluggesellschaften an.

## Flotte
Mit Stand April 2025 besteht die Flotte der SmartLynx Airlines Estonia aus acht Flugzeugen mit einem Durchschnittsalter von 16,1 Jahren:
| Flugzeugtyp     | Anzahl | bestellt | Anmerkungen                                                             | Sitzplätze | Durchschnittsalter |
| --------------- | ------ | -------- | ----------------------------------------------------------------------- | ---------- | ------------------ |
| Airbus A320-200 | 8      |          | einer mit Sharklets ausgestattet; je eine betrieben für IndiGo und AJet | 180        | 16,1 Jahre         |
| Gesamt          | 8      | -        |                                                                         |            | 16,1 Jahre         |

## Zwischenfälle
- Am 28. Februar 2018 kam es in einem Airbus A320-214 der SmartLynx Airlines Estonia (Luftfahrzeugkennzeichen ES-SAN) zu einem Ausfall beider Triebwerke sowie einem weitgehenden Ausfall der Flugsteuerung auf einem Trainingsflug am Flughafen Tallinn (Estland). Bei einem Touch-and-Go reagierte das Flugzeug nicht mehr auf Steuerbefehle, hob aber dennoch zunächst ab, um dann 200 Meter vor deren Ende hart auf der Landebahn aufzuschlagen. Dabei wurden beide Triebwerke schwer beschädigt; die Maschine stieg wieder steil nach oben und ließ sich nach vollständigem Ausfall der Längsneigungsregelung aller Flugsteuerungscomputer (SEC und ELAC) nur noch mittels der Trimmung der Höhenflosse steuern. Das Triebwerk 2 (rechts) begann zu brennen. Das Flugzeug stieg unkontrollierbar auf eine Höhe von 480 Metern (1590 Fuß) und ging dann in einen Sturzflug über, der erst in 180 Metern (596 Fuß) Höhe mittels der Trimmung abgefangen werden konnte. Nach Erreichen einer Höhe von 400 Metern (1300 Fuß) fiel das rechte Triebwerk komplett aus, 20 Sekunden später auch das linke, gefolgt von der normalen Stromversorgung. Es gelang den Piloten dennoch, eine Bruchlandung im Schnee links von der Landebahn durchzuführen. Alle sieben Besatzungsmitglieder, die einzigen Insassen, überlebten. Das Flugzeug wurde irreparabel beschädigt. Als Hauptursachen wurden eine „Schwäche“ in einem Teil der Flugsteuerungsprogrammierung sowie ein weiterer schwerer Fehler in der Logik der SECs (Spoiler Elevator Computer) ermittelt.[4][5]